# 桂小かん
桂 小かん（かつら こかん）は、日本の元俳優、元落語家、実業家。本名は不明。

## 人物
桂小金治の弟子で俳優としても日活映画やポルノ映画、テレビドラマに数多く出演。
1976年10月3日から始まった『桃太郎侍』では「おばけ長屋の住人・かん平」役で準レギュラーとして出演していたが1978年、7月23日放送の第93話を最後に出演しなくなる。
1980年代に入ってから出演作品は途切れてしまったが、2002年4月26日に放送されたビートたけしの自伝をダンカンが脚本をしたドキュメンタリー映画『浅草キッドの「浅草キッド」』で、久々にテレビに出演した。
現在は俳優業は引退。東京都世田谷区にある寿司屋『小かん鮨』の店主を務めていたが、店は息子が受け継いでいる。

## 出演作品

### テレビドラマ
- あいつと私（1967年、NTV / 日活）
  - 第15話「アフリカから来た男」
  - 第16話「マッサラーマ、夏の日」
- 志都という女 第1話・第5話・第6話（1967年、TBS / 日活）
- 花と竜（1970年、NET / C.A.L）
- ハレンチ学園（1970年、東京12チャンネル / 日活）- 丸傘丸男（パラソル先生）
- 大江戸捜査網（東京12チャンネル / 三船プロダクション）
  - 第1シリーズ
    - 第1話「命知らずが闇を斬る」（1970年）
    - 第3話「魔の剣が海を呼ぶ」（1970年）
    - 第14話「初姿! 花の喧嘩状」（1971年）
    - 第33話「ゆすり」（1971年）

  - 第2シリーズ
    - 第13話「江戸っ子義賊夜に泣く」（1972年）

  - 第3シリーズ
    - 第42話「渡る世間に鬼がいた」（1974年）
    - 第193話「危うし! 隠密同心」（1977年）
- 大忠臣蔵（1971年、NET / 三船プロダクション） - 三吉
- おひかえあそばせ 第2話「わが家の番外地」（1971年、NTV / ユニオン映画） - 仕出し屋
- ワンパク番外地 第4話「チビッ子仁義の巻」（1971年、東京12チャンネル / 日活）
- 怪奇十三夜 第3回「謎の幽霊御殿」（1971年、NTV / ユニオン映画）
- 弥次喜多隠密道中 第14話「木曽の暴れん坊」（1972年、NTV / 歌舞伎座テレビ室）
- 緊急指令10-4・10-10 第16話「原始人バラバ」（1972年、NET / 円谷プロ）- 鷲尾
- 荒野の素浪人 第6話「掠奪 眠れる埋蔵金」（1972年、NET / 三船プロダクション）
- 気になる嫁さん（1972年、NTV / ユニオン映画）
  - 第36話「夢をこわした私!」
  - 第37話「結婚サギ師をだますには…」
- おんな組アクション控 第10話「凶状持ち」（1972年、東京12チャンネル / C.A.L）- 向か傷の三次
- ウルトラマンタロウ 第4話「大海亀怪獣 東京を襲う!」（1973年、TBS / 円谷プロ） - 佐久間
- 荒野の用心棒 第25話「廃墟の宿に母恋唄が聞えて…」（1973年、NET / 三船プロダクション） - 治郎作
- 電撃!! ストラダ5 第11話「死を呼ぶテレパシー」（1974年、NET / 日活・萬年社）
- ユタとふしぎな仲間たち（1974年、NHK）- モンゼ
- 破れ傘刀舟悪人狩り （1974年、NET / 三船プロダクション）
  - 第2話「鉄砲傷が呼んでいる」 - 目明し
  - 第7話「忘却の女」
- 編笠十兵衛（1974年、CX / 東映）- 伊介
- 6羽のかもめ 第11話「冬の将軍」（1974年、CX）
- 特別機動捜査隊 第711話「ある幻想の女」（1975年）- 斉田（1975年、NET / 東映）
- 十手無用 九丁堀事件帖（1975年 - 1976年、NTV / 東映）- 伝八
- 桃太郎侍（1976年 - 1978年、NTV / 東映）- かん平
- 水戸黄門 第7部 第32話「高嶺の花が俺の嫁‼‐高崎‐」（1976年、TBS / C.A.L） - 太鼓持ち

### 映画
- 東海遊侠伝（1964年、日活） - 松吉
- こんにちは、20歳（1964年、日活） - 司令官
- 生きている狼（1964年、日活） - あめ屋
- 風と樹と空と（1964年、日活） - ローカル線駅員
- 何処へ（1964年、日活） - 田口先生
- 大日本コソ泥伝（1964年、日活） - 門番・青木
- 若草物語（1964年、日活） - 勝又
- 拳銃無頼帖 流れ者の群れ（1965年、日活）
- 花咲く乙女たち（1965年、日活） - 五郎
- 現代悪党仁義（1965年、日活） - ハンニャ
- 投げたダイスが明日を呼ぶ（1965年、日活）
- 青春のお通り（1965年、日活）- 八百屋
- 男の紋章 流転の掟（1965年、日活） - 安部の若い者A
- 黒い賭博師（1965年、日活） - 高速道路係員
- 大日本殺し屋伝（1965年、日活）
- 秩父水滸伝 必殺剣（1965年、日活） - 小僧長吉
- 黒い賭博師 ダイスで殺せ（1965年、日活） - ボーイ
- 賭場の牝猫 素肌の壷振り（1965年、日活） - カス坊主の松
- ぼくどうして涙がでるの（1965年、日活） - 結婚式の司会
- 野郎に国境はない（1965年、日活） - 箱根バイパスゲイト係
- 高原のお嬢さん（1965年、日活） - 木村
- この虹の消えるときにも（1966年、日活） - 城島和也
- 黒い賭博師 悪魔の左手（1966年、日活）
- 大空に乾杯（1966年、日活） - 早崎
- 賭場の牝猫 捨身の勝負（1966年、日活） - 警官
- 青春のお通り 愛して泣いて突走れ!（1966年、日活） - ガンさん
- 風車のある街（1966年、日活） - 食料店員
- 逢いたくて逢いたくて（1966年、日活） - 自動車部の学生
- 日本仁侠伝 花の渡世人（1966年、日活） - 次郎
- 骨まで愛して（1966年、日活） - 牧夫A
- 青春の海（1967年、日活） - 若い漁師2
- 恋のハイウェイ（1967年、日活） - 寄席の落語家
- 対決（1967年、日活）
- 大巨獣ガッパ（1967年、日活） - 林三郎
- 関東刑務所帰り（1967年、日活） - 清三郎
- 無頼より 大幹部（1968年、日活） - 寿司屋の板前
- 三匹の悪党（1968年、日活）
- 地獄の破門状（1969年、日活） - 小亀
- 代紋 男で死にたい（1969年、日活） - 利七
- 昇り竜 鉄火肌（1969年、日活） - 真一
- 昇り竜 やわ肌開帳（1969年、日活）
- 博徒無情（1969年、日活） - 庄吉
- 人妻より 夜の掟（1969年、日活） - サブ
- 朱鞘仁義 鉄火みだれ桜（1969年、日活） - 魚清
- 朱鞘仁義 お命頂戴（1969年、日活） - キンキラ辰
- 牡丹と竜（1970年、日活）
- 日本最大の顔役（1970年、日活）
- 鮮血の記録（1970年、日活）
- 戦争と人間第一部（1970年、日活）
- 怪談昇り竜（1970年、ダイニチ映配） - 久夫
- 女の警察 乱れ蝶（1970年、ダイニチ映配）
- 女子学園 おとなの遊び（1971年、ダイニチ映配） - 小使
- 晴姿 おんな絵巻（1972年、日活） - 幣間
- 大江戸性盗伝 女斬り（1973年、日活） - 平助
- 団地妻 昼下がりの誘惑（1974年、日活） - 白ちび
- SEXハイウェイ 女の駐車場（1974年、日活） - 宮崎圭一
- 黒い牝豹M（1974年、日活） - マネージャー
- 妹（1974年、日活） - バーの客
- 伊豆の踊子（1974年、日活）
- 主婦の体験レポート 女の四畳半（1975年、日活） - 倉岡
- 新・団地妻 ブルーフィルムの女（1975年、日活） - 綾子の男
- 犬と歩けば チロリとタムラ（2004年、アルゴ・ピクチャーズ） - 療養施設の老人

### ドキュメンタリー
- 浅草キッドの「浅草キッド」（2002年4月26日放送）